# Заберезово
Заберёзово — село Краснослободского района Республики Мордовия России в составе Куликовского сельского поселения. 

## География
Находится на расстоянии примерно 6 км по прямой на запад от районного центра — города Краснослободск.

## История
Известно с 1869 года, когда было учтено как казённая деревня Краснослободского уезда из 190 дворов.

## Население
Постоянное население составляло 133 человека (мордва-мокша 81%) в 2002 году, 119 — в 2010 году.